# Elia Viviani
Elia Viviani (Isola della Scala, 7 februari 1989) is een Italiaans wielrenner en baanwielrenner. Zijn jongere broer Attilio is ook wielrenner.

## Biografie

### Jeugd
In 2005 deed Viviani mee aan de Olympische Jeugdspelen en won bij de junioren het onderdeel criterium op de weg en de reguliere wegwedstrijd bij de nieuwelingen. Dit vóór respectievelijk de Duitser John Degenkolb en Adam Blythe uit Groot-Brittannië. Later dat jaar werd hij tweede op het Italiaanse kampioenschap op de weg, achter Alfredo Balloni. In 2006 kwam Viviani uit voor de junioren. Samen met Fabrizio Braggion won hij de ploegkoers op het Europese kampioenschap baanwielrennen voor junioren, en individueel de scratch voor junioren. Op het wereldkampioenschap in Gent werd hij derde op de ploegkoers bij de junioren, wederom met Braggion als teamgenoot. Dit achter Travis en Cameron Meyer, en het duo Pim Ligthart en Jeff Vermeulen. In 2007 won hij op de Italiaanse kampioenschappen de ploegenachtervolging voor junioren, samen met Filippo Fortin, Mario Sgrinzato en Mirko Tedeschi, en de ploegsprint met Andrea Guardini en Stefano Melegaro. Op het Europese kampioenschap voor junioren won hij de puntenkoers en werd hij samen met Tomas Alberio derde in de ploegkoers. Samen met Giacomo Nizzolo, Paolo Locatelli en Luca Pirini werd Viviani derde op het wereldkampioenschap ploegenachtervolging voor junioren in Aguascalientes.
In 2008 was Viviani geen junior meer en deed hij mee met de beloften. Op het Europees kampioenschap werd hij derde bij de ploegenachtervolging, samen met Omar Bertazzo, Davide Cimolai en Marco Coledan. Hij won individueel de scratch, voor de Nederlander Pim Ligthart. Viviani mocht meedoen met de elite op de discipline Omnium. Hierin werd hij derde, achter gevestigde waarden Robert Bartko en Wim Stroetinga, maar vóór mannen als Andreas Müller en Jens Mouris. De ploegkoers deed hij wel mee met de beloften, wederom met Tomas Alberio, en werd hierin Europees kampioen. Vanaf 2009 begon Viviani zich meer te concentreren op de weg; zo werd hij vierde in de ZLM Tour in 2009. In 2011 reed hij nog wel het EK baanwielrennen bij de beloften, waar hij de puntenkoers won en samen met Davide Cimolai vice-kampioen ploegkoers werd.

### Cannondale
Na het beëindigen van zijn baanseizoen reed de Italiaan bij Liquigas-Doimo (het latere Cannondale) in de UCI ProTour. Hij reed er in dienst van o.a. Manuel Quinziato, Daniel Oss, Francesco Chicchi en Daniele Bennati. Zijn eerste wedstrijd voor het team was de Ronde van Turkije van 2010. Hij blonk er onmiddellijk uit door de zevende etappe te winnen. Later dat seizoen zou hij ook nog de Memorial Marco Pantani en de Memorial Frank Vandenbroucke winnen.
2011 werd voor Viviani het jaar van de doorbraak. Het seizoen begon goed met twee zeges op de weg: de Grote Prijs van de Etruskische Kust en de Ronde van Mumbay. In deze laatste werd hij samen met Robert Hunter als winnaar uitgeroepen. Op het WK Baanwielrennen nam hij deel aan het omnium, ploegkoers en de scratch. In de eerste twee onderdelen eindigde hij als respectievelijk zevende en zesde, in de scratch pakte hij het zilver. Het was de voorbode van een goed seizoen waarin hij nog zesmaal zou winnen. De vierde etappe in de Ronde van Peking was tevens zijn eerste zege in de World Tour.
Het seizoen 2012 stond voor Viviani volledig in het teken van de Olympische Spelen, waar hij in het omnium hoopte deel te nemen. Zijn voorbereiding liep perfect, zo won hij etappes in de Ronde van San Luis, de Ronde van Reggio Calabria en de Internationale Wielerweek. In die tweede won hij tevens het eindklassement voor Daniele Colli. Hij was dus klaar om te schitteren op het olympisch omnium. In alle onderdelen eindigde hij in de sub-top, in de afvalling werd hij tweede. Hij zou uiteindelijk stranden op een zesde plek met 34 punten. Hierna reed hij voor het eerst een grote ronde, de Ronde van Spanje, en won hij wederom een etappe in de Ronde van Peking. Het hoogtepunt van zijn winterseizoen was het winnen van de puntenkoers op het EK baan.
2013 begon moeilijk voor Viviani. Hij behaalde weliswaar ereplaatsen in Parijs-Nice, de Driedaagse van De Panne-Koksijde en de Ronde van Italië. Het was wachten tot de tweede etappe van het Critérium du Dauphiné voor zijn eerste zege van het seizoen. Hierna won hij nog wel vijf keer, maar vooral zijn winter was van hoog niveau. Zo won hij op het EK op de piste de derny-race en de puntenkoers met grote overmacht. Samen met Liam Bertazzo won hij ook nog de ploegkoers vóór het Spaanse en het Belgische duo.
In 2014 was de Ronde van Italië zijn eerste grote doel. Als voorbereiding won hij etappes in de Internationale Wielerweek en de Ronde van Turkije. In de Ronde van Italië kwam hij niet verder dan een derde plek in de derde rit, waar hij Ben Swift en Marcel Kittel voor zich moest dulden. Hierna verscheen hij verrassend ook aan de start van de Ronde van Frankrijk, maar kon daar echter geen potten breken. Met het oog op de Olympische Spelen van 2016 reed Viviani een intensief baanseizoen. Op het Europees kampioenschap won hij het omnium voor de Brit Jonathan Dibben en de Spaanse vertegenwoordiger Unai Elorriaga.

### Sky
Op 1 januari 2015 stapte Viviani over naar het Britse team Sky ProCycling. Zijn eerste doel was het WK op de baan. Als voorbereiding reed hij de Ronde van Dubai, waar hij de tweede etappe won. Op het WK reed hij een sterk omnium, Fernando Gaviria was echter te sterk. In de afsluitende puntenkoers wipte Glenn O'Shea nog over hem. Samen met Liam Bertazzo won hij ook nog zilver in de ploegkoers.
Hierna wilde Viviani schitteren in de klassiekers. In Kuurne-Brussel-Kuurne wist hij in de groepssprint derde te worden, in de overige klassiekers speelde hij geen rol van betekenis. In de daaropvolgende Ronde van Italië schreef hij voor het eerst een etappe op zijn naam. Hij won de tweede etappe door in de sprint Moreno Hofland te verslaan. Ook zijn najaar was succesvol. Na etappewinst in de openingsrit van de Eneco Tour wist Viviani later in september drie etappes in de Ronde van Groot-Brittannië te winnen. Hij werd ook geselecteerd voor het WK, waar hij een schaduwfavoriet was.
Tijdens het EK baanwielrennen bevestigde Viviani zijn status als wereldtopper in het omnium: hij won er voor regerend olympisch kampioen Lasse Norman Hansen.
In 2016 boekte Viviani op de weg slechts twee zeges: een etappe in de Ronde van Dubai en eentje in de Driedaagse de Panne Koksijde. In de Ronde van Italië werd hij na de achtste etappe uit de koers gehaald nadat hij de tijdslimiet had overschreden.

### Olympisch goud
In 2016 nam Viviani deel aan de Olympische Zomerspelen in Rio. Viviani werd olympisch kampioen in het omnium, waar hij te sterk was voor Mark Cavendish.

### Quick-Step Floors
In 2018 en 2019 kwam Viviani uit voor het Belgische Quick-Step Floors. Hij won onder meer de Ronde van Dubai en werd tweede in Gent-Wevelgem (achter Peter Sagan). Tevens boekte hij maar liefst vier etappezeges in de Ronde van Italië, alle vier in een massasprint. Vanaf de tweede etappe had hij bovendien onafgebroken de leiding in het puntenklassement, waardoor hij vrijwel heel de ronde in de paarse trui reed.
In juni werd hij voor het eerst in zijn carrière Italiaans kampioen op de weg. 19 augustus 2018 won hij voor de tweede keer op rij de Cyclassics Hamburg. Op 11 augustus 2019 won hij
het Europees kampioenschap in Alkmaar voor ploegmaat Yves Lampaert en Pascal Ackermann

## Privé
Viviani is op 22 oktober 2022 getrouwd met wielrenster Elena Cecchini.

## Overwinningen

### Baanwielrennen
| Jaar     | NK | EK                                              | WK                   | OS            | Overig                                                                                               |
| Junioren | Junioren                                                                                               | Junioren                                        | Junioren             | Junioren      | Junioren                                                                                             |
| -------- | --- | ----------------------------------------------- | -------------------- | ------------- | --- |
| 2006     | | scratch                                         | ploegkoers           |               | |
| 2007     | ploegenachtervolging · ploegsprint · scratch                                                           | puntenkoers · ploegkoers                        | ploegenachtervolging |               | |
| Beloften | |                                                 |                      |               | |
| 2008     | | ploegkoers · scratch · ploegenachtervolging     |                      |               | |
| 2009     | | scratch                                         |                      |               | |
| 2010     | |                                                 |                      |               | |
| 2011     | | omnium · puntenkoers · ploegkoers               |                      |               | |
| Elite    | |                                                 |                      |               | |
| 2008     | ploegenachtervolging · puntenkoers · scratch                                                           | omnium                                          |                      |               | |
| 2009     | omnium · ploegenachtervolging · ploegkoers                                                             |                                                 |                      |               | WB Kopenhagen: · ploegkoers                                                                          |
| 2010     | omnium · ploegenachtervolging · ploegkoers                                                             |                                                 |                      |               | WB Peking: · ploegkoers · Wenen: omnium, ploegenachtervolging en scratch                             |
| 2011     | achtervolging · ploegkoers · puntenkoers · ploegenachtervolging · scratch · 1 km                       | omnium                                          | scratch              |               | WB Manchester: · omnium · WB Astana: · omnium                                                        |
| 2012     | derny · ploegenachtervolging · ploegkoers · puntenkoers                                                | puntenkoers · ploegenachtervolging · ploegkoers |                      |               | |
| 2013     | ploegenachtervolging · ploegkoers · puntenkoers · achtervolging · ploegsprint · 1 km · derny · scratch | derny · ploegkoers · puntenkoers                |                      |               | WB Manchester: · scratch · puntenkoers · Aigle: scratch · Zurich: eliminator, puntenkoers en scratch |
| 2014     | omnium · achtervolging                                                                                 | omnium                                          |                      |               | Pordenone: omnium Grenchen: omnium Aigle: omnium                                                     |
| 2015     | achtervolging · puntenkoers                                                                            | omnium                                          | ploegkoers · omnium  |               | WB Cali: · omnium · Aigle: omnium en scratch · Manchester: puntenkoers                               |
| 2016     | |                                                 |                      | omnium        | Fenioux: omnium                                                                                      |
| 2017     | |                                                 |                      |               | |
| 2018     | | ploegenachtervolging · omnium                   |                      |               | WB Londen: · omnium                                                                                  |
| 2019     | omnium                                                                                                 | afvalkoers                                      |                      |               | WB Minsk: · omnium · ploegenachtervolging                                                            |
| 2020     | |                                                 |                      |               | |
| 2021     | |                                                 | afvalkoers · omnium  | omnium        | |
| 2022     | omnium · puntenkoers · achtervolging                                                                   | afvalkoers                                      | afvalkoers           |               | Glasgow: · afvalkoers                                                                                |
| 2023     | achtervolging · puntenkoers · afvalkoers · koppelkoers                                                 |                                                 | afvalkoers           |               | Caïro: · omnium                                                                                      |
| 2024     | |                                                 | afvalkoers           | · koppelkoers | |

### Zesdaagsen
| Nr. | Jaar | Zesdaagse van      | Samen met           |
| --- | ---- | ------------------ | ------------------- |
| 1   | 2011 | Fiorenzuola        | Jacopo Guarnieri    |
| 2   | 2012 | Bassano del Grappa | Franco Marvulli     |
| 3   | 2015 | Fiorenzuola        | Alex Buttazzoni     |
| 4   | 2016 | Fiorenzuola        | Michele Scartezzini |
| 5   | 2017 | Turijn             | Francesco Lamon     |
| 6   | 2018 | Gent               | Iljo Keisse         |
| 7   | 2019 | Londen             | Simone Consonni     |

### Weg
2010 – 4 zeges
7e etappe B Ronde van Cuba
7e etappe Ronde van Turkije
Memorial Marco Pantani
Memorial Frank Vandenbroucke
2011 – 8 zeges
Grote Prijs van de Etruskische Kust
Ronde van Mumbay
1e etappe Ronde van Slovenië
Coppa Città di Stresa
4e en 5e etappe USA Pro Cycling Challenge
2e etappe Ronde van Padanië
4e etappe Ronde van Peking
2012 – 7 zeges
6e etappe Ronde van San Luis
Grote Prijs van de Etruskische Kust
1e en 2e etappe Ronde van Reggio Calabria
 Eindklassement Ronde van Reggio Calabria
2e etappe A Internationale Wielerweek
1e etappe Ronde van Peking
2013 – 6 zeges
2e etappe Critérium du Dauphiné
2e en 3e etappe Ronde van Elk Grove
 Eindklassement Ronde van Elk Grove
Dutch Food Valley Classic
1e etappe Ronde van Groot-Brittannië
2014 – 6 zeges
3e etappe Internationale Wielerweek
5e en 7e etappe Ronde van Turkije
4e etappe Ronde van Slovenië
4e etappe USA Pro Cycling Challenge
Coppa Bernocchi
2015 – 8 zeges
2e etappe Ronde van Dubai
1e etappe Ronde van Romandië (ploegentijdrit)
2e etappe Ronde van Italië
1e etappe Eneco Tour
1e, 3e en 8e etappe Ronde van Groot-Brittannië
2e en 4e etappe Abu Dhabi Tour
2016 – 2 zeges
2e etappe Ronde van Dubai
2e etappe Driedaagse de Panne Koksijde
2017 – 9 zeges
3e etappe Ronde van Romandië
Eindklassement Hammer Series
2e etappe Route du Sud
1e en 3e etappe Ronde van Oostenrijk
EuroEyes Cyclassics
1e en 3e etappe Ronde van Poitou-Charentes
Bretagne Classic
2e etappe Ronde van Groot-Brittannië
2018 - 18 zeges
3e etappe Tour Down Under
2e en 5e etappe Ronde van Dubai
 Eindklassement Ronde van Dubai
 Puntenklassement Ronde van Dubai
2e etappe Ronde van Abu Dhabi
 Puntenklassement Ronde van Abu Dhabi
Driedaagse Brugge-De Panne
2e, 3e, 13e en 17e etappe Ronde van Italië
 Puntenklassement Ronde van Italië
1e (ploegentijdrit), 2e, 4e en 5e etappe Adriatica Ionica Race
 Puntenklassement Adriatica Ionica Race
 Italiaans kampioen op de weg, Elite
EuroEyes Cyclassics
3e, 10e en 21e etappe Ronde van Spanje
2019 - 11 zeges
1e etappe Tour Down Under
Cadel Evans Great Ocean Road Race
5e etappe Ronde van de Verenigde Arabische Emiraten
 Puntenklassement Ronde van de Verenigde Arabische Emiraten
3e etappe Tirreno-Adriatico
4e en 5e etappe Ronde van Zwitserland
4e etappe Ronde van Frankrijk
RideLondon Classic
 Europees kampioenschap op de weg, Elite
EuroEyes Cyclassics
4e etappe Ronde van Slowakije
2021 - 7 zeges
GP Cholet
1e en 3e etappe Adriatica Ionica Race
1e en 3e etappe Ronde van Poitou-Charentes in Nouvelle-Aquitaine
GP Fourmies
GP van Isbergues
2022 - 2 zeges
1e etappe Ronde van de Provence
6e etappe CRO Race
2023 - 2 zeges
1e etappe CRO Race
1e etappe Ronde van Guangxi
2025 - 1 zege
7e etappe Ronde van Turkije
* als lid landenteam Italië

## Resultaten in voornaamste wedstrijden
| Jaar | Ronde van Italië | Ronde van Frankrijk | Ronde van Spanje |
| ---- | ---------------- | ------------------- | ---------------- |
| 2010 |                  |                     |                  |
| 2011 |                  |                     |                  |
| 2012 |                  |                     | 128e             |
| 2013 | 119e             |                     |                  |
| 2014 | 145e             | 162e                |                  |
| 2015 | 125e (1)         |                     |                  |
| 2016 | buiten tijd      |                     |                  |
| 2017 |                  |                     |                  |
| 2018 | 132e (4)         |                     | 145e (3)         |
| 2019 | opgave           | 130e (1)            |                  |
| 2020 | 112e             | 135e                |                  |
| 2021 | 135e             |                     |                  |
| 2022 |                  |                     |                  |
| 2023 |                  |                     |                  |
| 2024 |                  |                     |                  |

| Jaar | Milaan-San Remo | Gent-Wevelgem | Ronde van Vlaanderen | Parijs-Roubaix | E3 Harelbeke | Cyclassics Hamburg | Bretagne Classic |  | WK op de weg |  | Wereldranglijsten |
| ---- | --------------- | ------------- | -------------------- | -------------- | ------------ | ------------------ | ---------------- |  | ------------ |  | ----------------- |
| 2010 |                 |               |                      |                |              | 78e                |                  |  |              |  | 271e (UWK)        |
| 2011 |                 |               | opgave               |                |              |                    |                  |  | 80e          |  | 152e (UWT)        |
| 2012 | 108e            |               |                      |                |              |                    |                  |  |              |  | 99e (UWT)         |
| 2013 | 108e            | 15e           | opgave               |                | 66e          | 5e                 | 7e               |  |              |  | 66e (UWT)         |
| 2014 |                 |               |                      |                |              |                    | 31e              |  |              |  | 144e (UWT)        |
| 2015 |                 | opgave        | opgave               |                | opgave       | 14e                | 15e              |  | 89e          |  | 109e (UWT)        |
| 2016 | 84e             | opgave        |                      | opgave         | opgave       |                    |                  |  | 20e          |  | 145e (UWT)        |
| 2017 | 9e              |               |                      | opgave         |              | ↑                  | ↑                |  | 57e          |  | 35e (UWT)         |
| 2018 | 19e             | ↑             |                      |                |              | ↑                  |                  |  |              |  | 6e (UWT)          |
| 2019 | 65e             | 19e           |                      |                |              | ↑                  | 69e              |  |              |  | 9e (UWR)          |
| 2020 | 39e             |               |                      |                |              |                    |                  |  |              |  |                   |
| 2021 | 69e             |               |                      |                |              |                    |                  |  |              |  |                   |
| 2022 | 116e            | 69e           |                      |                |              | 25e                | 52e              |  |              |  |                   |
| 2023 |                 |               |                      |                |              | ↑                  | 9e               |  |              |  |                   |
| 2024 |                 | opgave        | opgave               | opgave         | opgave       | 52e                |                  |  |              |  |                   |

### Resultaten in kleinere etappekoersen
| Jaar | Tour Down Under | Ronde van de VAE | Parijs-Nice | Tirreno-Adriatico | Ronde van Romandië | Ronde van Zwitserland | Critérium du Dauphiné | Renewi Tour | Ronde van Polen | Ronde van Peking /Guangxi |
| ---- | --------------- | ---------------- | ----------- | ----------------- | ------------------ | --------------------- | --------------------- | ----------- | --------------- | ------------------------- |
| 2010 |                 |                  |             |                   |                    |                       |                       | 80e         |                 |                           |
| 2011 | 32e             |                  |             |                   |                    |                       |                       |             | 88e (1)         |                           |
| 2012 |                 | 120e             |             |                   | opgave             |                       |                       | 119e        | 118e (1)        |                           |
| 2013 |                 | 127e             |             | opgave            |                    | opgave (1)            | 47e                   |             | 85e             |                           |
| 2014 | 73e             |                  |             |                   |                    |                       |                       |             |                 |                           |
| 2015 |                 |                  | opgave      | 129e              |                    |                       | opgave (1)            |             |                 |                           |
| 2016 |                 |                  | 162e        |                   |                    |                       |                       | opgave      |                 |                           |
| 2017 |                 |                  | 117e        | opgave (1)        |                    |                       | 72e                   |             |                 |                           |
| 2018 | 82e (1)         | opgave           |             | opgave            |                    |                       |                       |             |                 |                           |
| 2019 | 119e (1)        | 117e (1)         |             | 127e (1)          | opgave             | 109e (2)              |                       |             |                 |                           |
| 2020 | 101e            |                  | opgave      |                   |                    |                       |                       |             |                 |                           |
| 2021 |                 | 74e              |             | 146e              | 110e               |                       |                       | opgave      |                 |                           |
| 2022 | 102e            |                  | opgave      |                   |                    |                       |                       | 115e        |                 |                           |
| 2023 |                 | 123e             |             |                   | opgave             |                       |                       | 99e         |                 | 74e (1)                   |
| 2024 | 118e            | 110e             |             |                   |                    |                       |                       | opgave      |                 |                           |
| 2025 |                 |                  |             |                   |                    |                       |                       |             |                 |                           |

## Ploegen
- 2010 –  Liquigas-Doimo
- 2011 –  Liquigas-Cannondale
- 2012 –  Liquigas-Cannondale
- 2013 –  Cannondale Pro Cycling
- 2014 –  Cannondale
- 2015 –  Team Sky
- 2016 –  Team Sky
- 2017 –  Team Sky
- 2018 –  Quick-Step Floors
- 2019 –  Deceuninck–Quick-Step
- 2020 -  Cofidis
- 2021 –  Cofidis
- 2022 –  INEOS Grenadiers
- 2023 –  INEOS Grenadiers
- 2024 –  INEOS Grenadiers
- 2025 –  Lotto vanaf 20/2[2]

Agnoli ·
Basso · 
Bellotti ·
Bennati ·
Bodnar ·
Chicchi ·
Cimolai · 
Dall'Antonia ·
Finetto ·
Guarnieri ·
Kišerlovski ·
Koren ·
Kreuziger ·  
Koetsjynski · 
Nibali ·  
Oss ·
Paterski ·
Pellizotti ·
Quinziato ·
Sabatini ·
J. Sagan ·
P. Sagan ·
Santaromita ·
Szmyd ·
Vandborg ·
Vanotti ·
Viviani ·
Willems ·
Zaugg
Agnoli ·
Basso · 
Bellotti ·
Bodnar ·
Capecchi ·
Caruso ·
Cimolai · 
Da Dalto ·
Dall'Antonia ·
Duggan ·
Finetto ·
Guarnieri ·
King ·
Koren ·
Longo Borghini ·  
Marangoni · 
Nerz ·
Nibali ·  
Oss ·
Paterski ·
Ponzi ·
Sabatini ·
J. Sagan ·
P. Sagan ·
Salerno ·
Szmyd ·
Vanotti ·
Viviani ·
Wurf ·
Agostini (stagiair) ·
Moser (stagiair)
Agnoli ·
Agostini ·
Basso · 
Bodnar ·
Canuti ·
Capecchi ·
Caruso ·
Da Dalto ·
Dall'Antonia ·
Duggan ·
King ·
Koren ·
Longo Borghini ·  
Marangoni ·
Moser · 
Nerz ·
Nibali ·  
Oss ·
Paterski ·
Ratto ·
Sabatini ·
J. Sagan ·
P. Sagan ·
Salerno ·
Sarmiento ·
Szmyd ·
Vanotti ·
Viviani ·
Aldegheri (stagiair) ·
Benfatto (stagiair) ·
Krizek (stagiair) 
Agostini · Basso · Bodnar · Boivin · Canuti · Caruso ·  Da Dalto · Dall'Antonia · De Marchi · Haedo · King · Koch · Koren · Krizek · Longo Borghini · Marangoni · Masuda · Moser · Paterski · Ratto · Sabatini · J. Sagan · P. Sagan · Salerno · Sarmiento · Vandborg · Viviani · Wurf · Martinello (stagiair) · Villella (stagiair)
Basso · Bennett · Bettiol · Bodnar · Boivin · Caruso · De Marchi · Formolo · Gatto · King · Koch · Koren · Krizek · Longo Borghini · Marangoni · Marcato · Marino · Mohorič · Moser · Ratto · Sabatini · J. Sagan · P. Sagan · Salerno · Sarmiento · Villella · Viviani · Wurf
Boswell · Deignan · Earle · Eisel · Fenn · Froome · Seb.Henao · Ser.Henao · Kennaugh · Kiryjenka   · Knees · König · López · Nieve · Nordhaug · Pate · Poels · Porte · Puccio · Roche · Rowe · Siwtsow · Stannard · Sutton · Swift · Thomas · Viviani · Wiggins   (tot 12/04) · Zandio · Geoghegan Hart (stagiair) · Peters (stagiair)
Boswell · Deignan · Fenn · Froome · Gołaś · Seb.Henao · Ser.Henao · Intxausti · Kennaugh · Kiryjenka   · Knees · König · Kwiatkowski · Landa · López · Moscon · Nieve · Nordhaug · Peters · Poels · van Poppel · Puccio · Roche · Rowe · Stannard · Swift · Thomas · Viviani · Zandio · Doull (stagiair)
Boswell · Deignan · Dibben · Doull · Elissonde · Froome · Geoghegan Hart · Gołaś · Seb. Henao · Ser. Henao · Intxausti · Kennaugh · Kiryjenka · Knees · Kwiatkowski · Landa · López · Moscon · Nieve · Poels · van Poppel · Puccio · Rosa · Rowe · Stannard · Thomas · Viviani · Wiśniowski
Alaphilippe · Asgreen · Capecchi · Cavagna · De Plus · Declercq · Devenyns · Gaviria · Gilbert · Hodeg · Jakobsen · Jungels · Keisse · Knox · Lampaert · Martinelli · Mas · Mørkøv · Narváez · Richeze · Sabatini · Schachmann  · Sénéchal · Serry · Štybar · Terpstra · Vakoč · Viviani
Alaphilippe · Asgreen · Capecchi · Cavagna · Declercq · Devenyns · Evenepoel   · Gilbert · Hodeg · Honoré · Jakobsen · Jungels · Keisse · Knox · Lampaert · Martinelli · Mas · Mørkøv · Richeze · Sabatini · Sénéchal · Serry · Štybar · Vakoč · Viviani 
Allegaert · Barceló · Berhane · Claeys · Consonni · Edet · Finé · Haas · Hansen · Jesús Herrada · José Herrada · Lafay · Laporte · Le Turnier · Lemoine · Martin · Maté · Mathis · Morin · Perez · Périchon · Rossetto · Sabatini · Touzé · Vanbilsen · Vermote · A. Viviani · E. Viviani  · Prodhomme (stagiair) · Zanoncello (stagiair)
Allegaert · Barceló · Berhane · Bohli · Carvalho · Champion · Consonni · Drucker · Edet · Fernández · Finé · Geschke · Haas · Jesús Herrada · José Herrada · Lafay · Laporte · Martin · Morin · Perez · Périchon · Rochas · Sabatini · Sajnok · Vanbilsen · A. Viviani · E. Viviani · Wallays · Toumire (stagiair) · Zingle (stagiair) · Lebreton (stagiair)
Amador · Bernal · Carapaz  · Castroviejo · De Plus · Dunbar · Fraile · Ganna   · Geoghegan Hart · E. Hayter · Heiduk · Kwiatkowski · Martínez · Narváez · Pidcock · Plapp · Porte ·  Puccio · Rivera · Rodriguez · Rowe · Sheffield · Sivakov · Swift · Thomas · Tulett · Turner · Van Baarle · Viviani · Wurf · Yates · L. Hayter (stagiair)
2012: Lasse Norman Hansen ·
2016: Elia Viviani  ·
2020: Matthew Walls ·
2024: Benjamin Thomas